# Karawaka

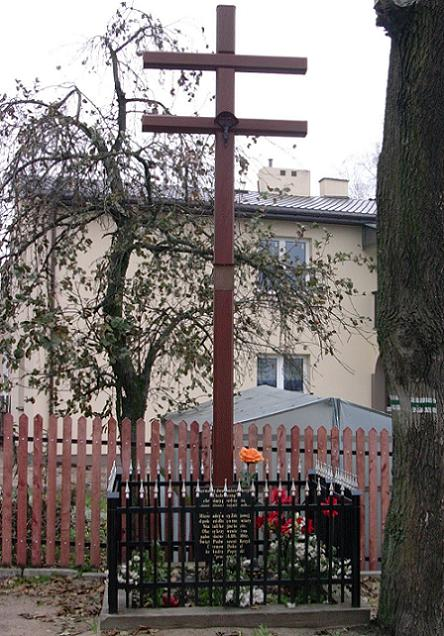
Karawaka w Łomży

Karawaka, krzyż choleryczny, krzyż morowy – krzyż pochodzący z miasta Caravaca w Hiszpanii z przełomu wieków XVI i XVII. W czasie trwania zaraz rozprzestrzenił się na wschód, bardzo popularny w Polsce pod koniec XVIII, w XIX i na początku XX wieku. 
Krzyż tworzy pionowy pień i dwie poprzeczki z których górna jest trochę krótsza od dolnej; znaczna część karawak w Polsce miała jednak obydwie poprzeczki o równej długości. Jego nietypowy w łacińskiej Europie kształt wiąże się z pochodzeniem z chrześcijańskiego Wschodu.
Krzyż w formie krzyża z Caravaki (karawaka) był też amuletem (popularnym nie tylko w Hiszpanii), przeciw wielu nieszczęściom i chorobom, wypadkami i nagłymi zgonami, klątwami, kradzieżami, burzami, piorunami czy bezsennością. Wiesza się go na drzwiach wejściowych (od wewnątrz) lub przechowuje w szkatułce owinięty w fioletowy jedwab, nosi w formie medalionu. Pomimo nieuznawania przez Kościół talizmanów stał się talizmanem popularnym nie tylko wśród osób uznających się za katolików. W Polsce popularny był jako krzyż chroniący przed zarazą. Krzyże choleryczne były dostępne jako medaliki do noszenia przy sobie – często występowały na jednym medaliku – krzyż na jednej, a medalion na drugiej stronie.
Na ramionach krzyża umieszczana była modlitwa o wstawiennictwo do świętych. Spotykano też karawaki z trzema poprzeczkami – dodana poprzeczka na dole o długości górnej poprzeczki, odległości między poprzeczkami jednakowe. Potrzeba dodania dodatkowej poprzeczki wynikała z długości modlitwy, którą należało umieścić i małej długości pierwotnych ramion. Jednakże nie na wszystkich krzyżach umieszczano modlitwę.
Pierwowzorem krzyża jest relikwiarz, w którym przechowywane są domniemane drzazgi z krzyża męczeńskiego Chrystusa. Relikwiarz ma kształt krzyża, zbliżonego wyglądem do krzyża patriarchalnego (dwa poprzeczne ramiona, z których położone wyżej jest krótsze). Wiąże się z nim legenda, według której krzyż ten jest cudownego pochodzenia. Mieli go przynieść aniołowie, gdy podczas prześladowań chrześcijan pod panowaniem arabskim władca zażądał z ciekawości odprawienia przez uwięzionego kapłana mszy, a nie było w pobliżu krzyża.
W rzeczywistości krzyż z Caravaki jest przypuszczalnie relikwiarzem zdobytym przez Ferdynanda III Świętego podczas wojny z Maurami w 1241 r. Do Caravaki przywieźli go templariusze, którzy otrzymali go jako dar od króla. Później relikwiarz posiadali zakonnicy z Zakonu Rycerskiego Świętego Jakuba.

## Galeria – karawaki w Polsce

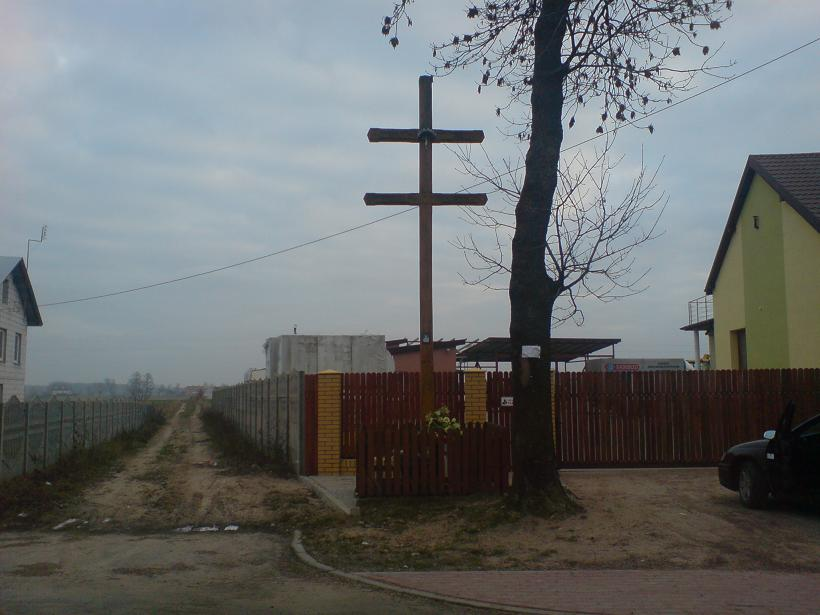
Karawaka w Bartnikach (pow. przasnyski)
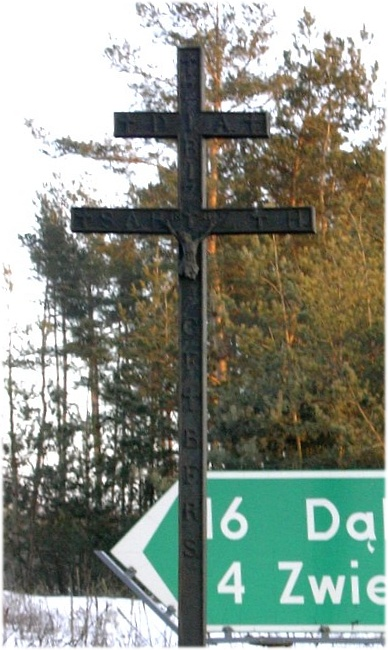
Karawaka żeliwna w pobliżu Biebrzańskiego Parku Narodowego
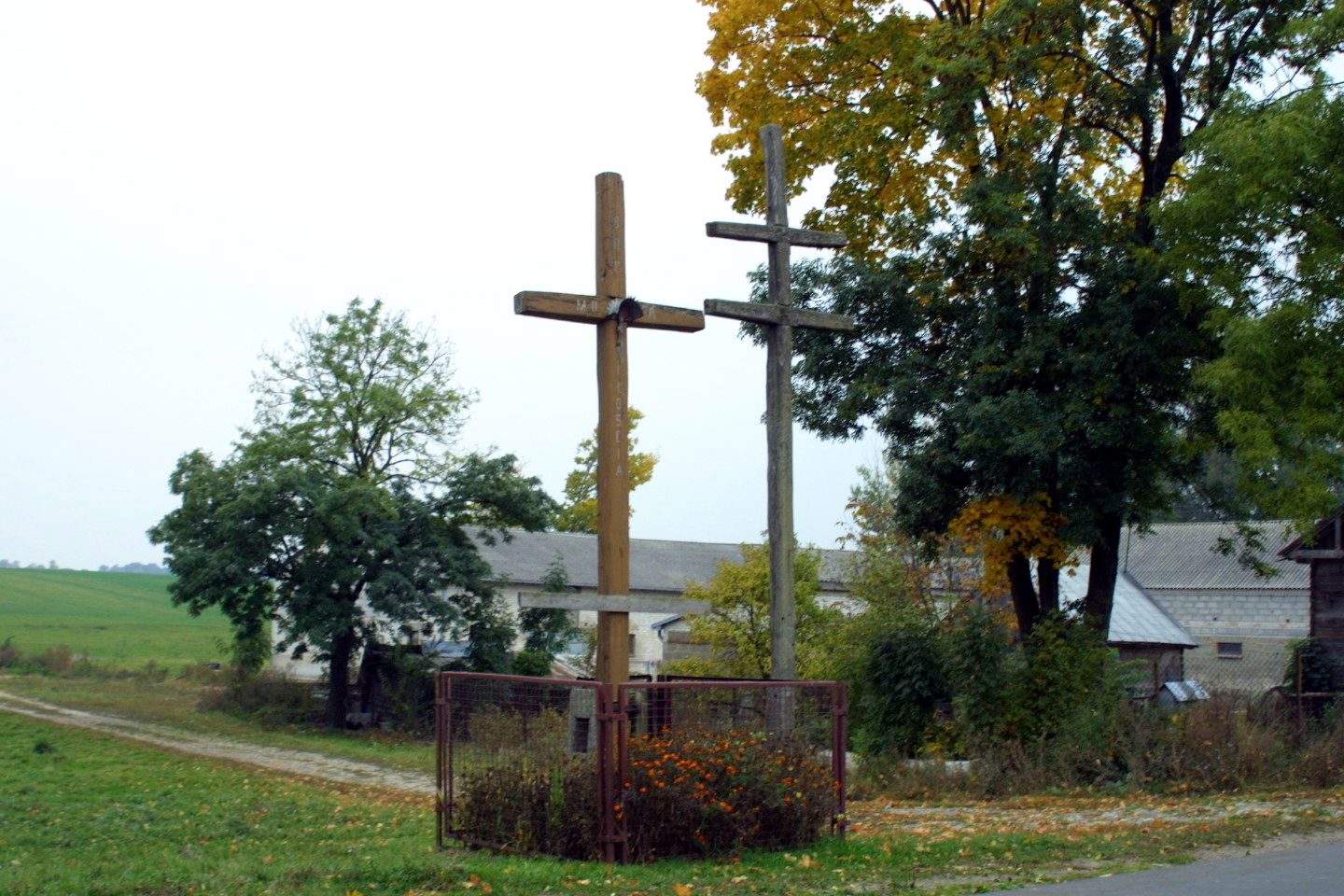
Karawaka w Borychowie (pow. sokołowski)
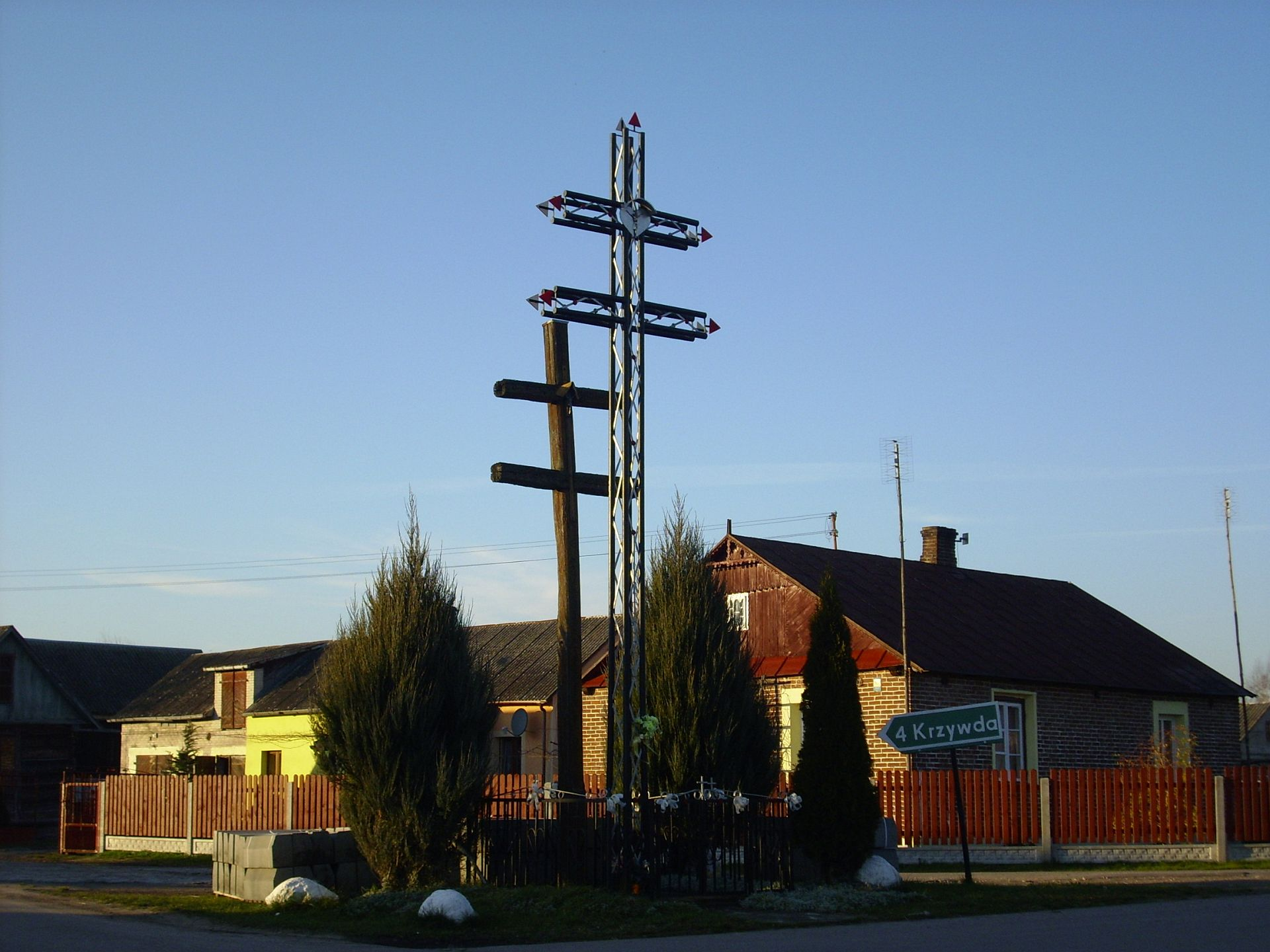
Stara i nowa karawaka w Burcu (pow. łukowski)
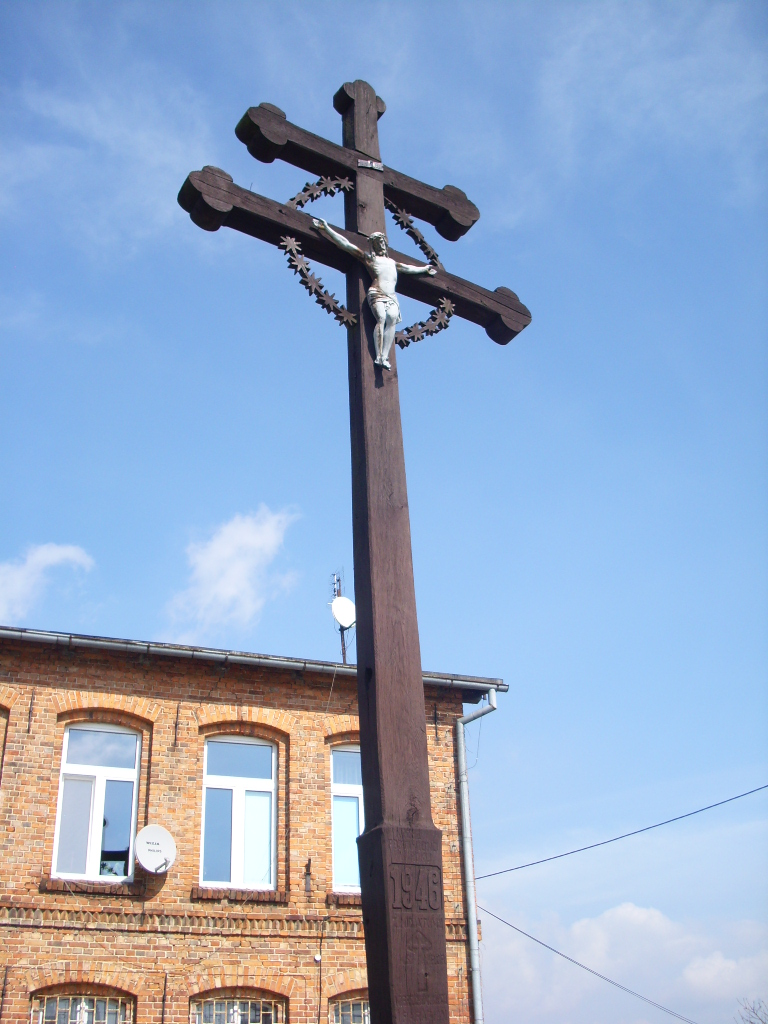
Karawaka w Jastrzębiu (pow. brodnicki)
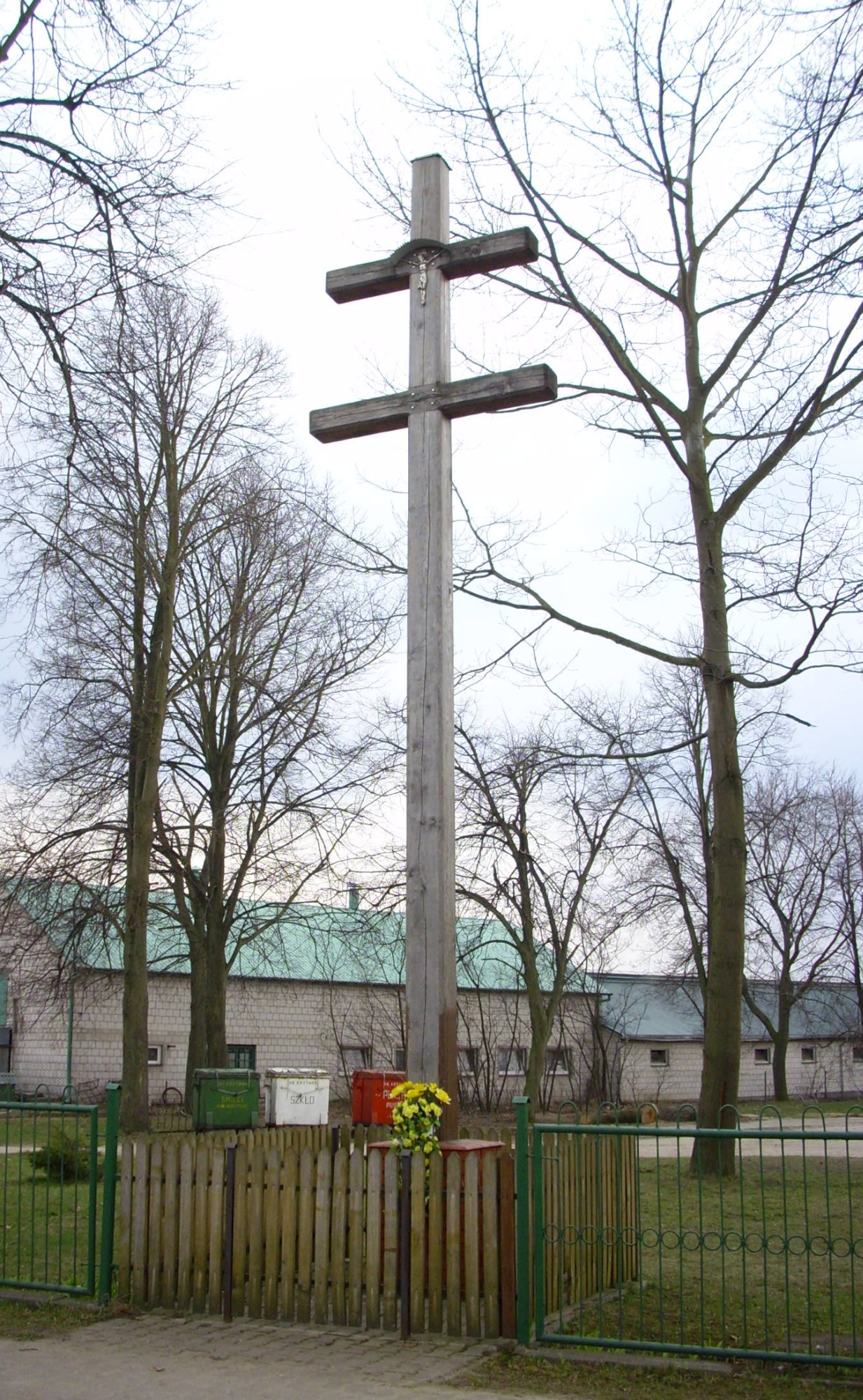
Karawaka w Fiukówce (pow. łukowski)
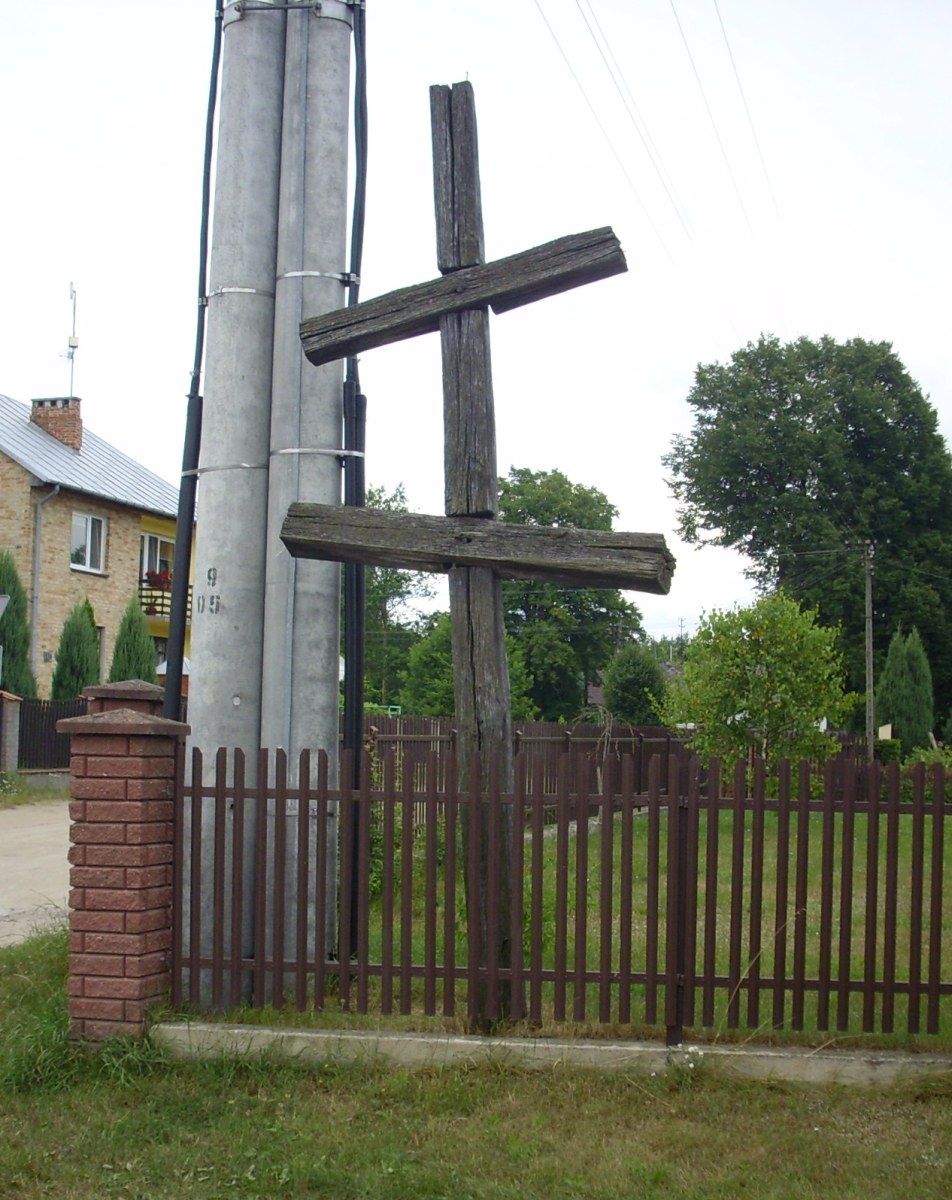
Stara karawaka w Porosiukach koło Białej Podlaskiej
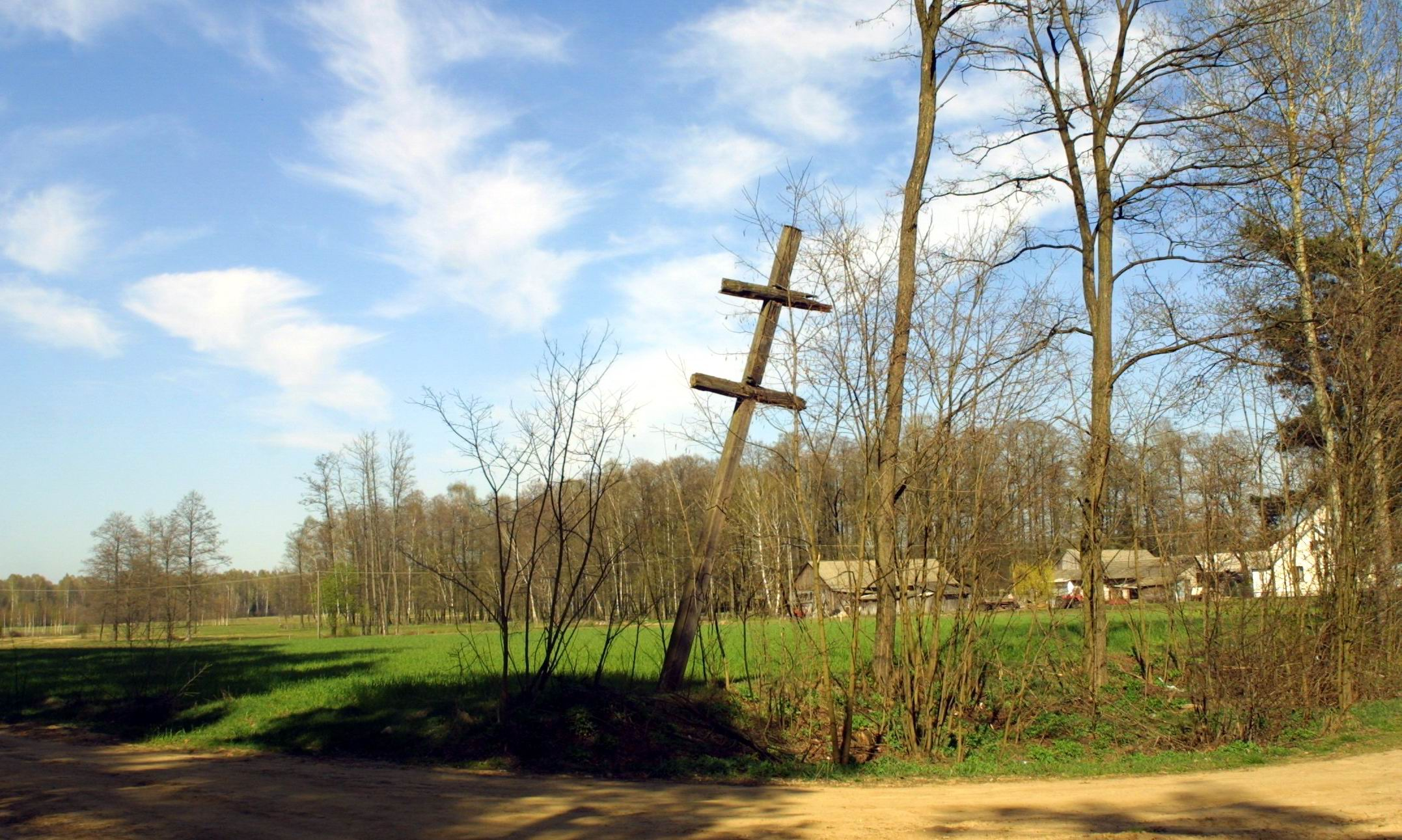
Karawaka w Sumiężnych (pow. ostrowski, woj. mazowieckie)
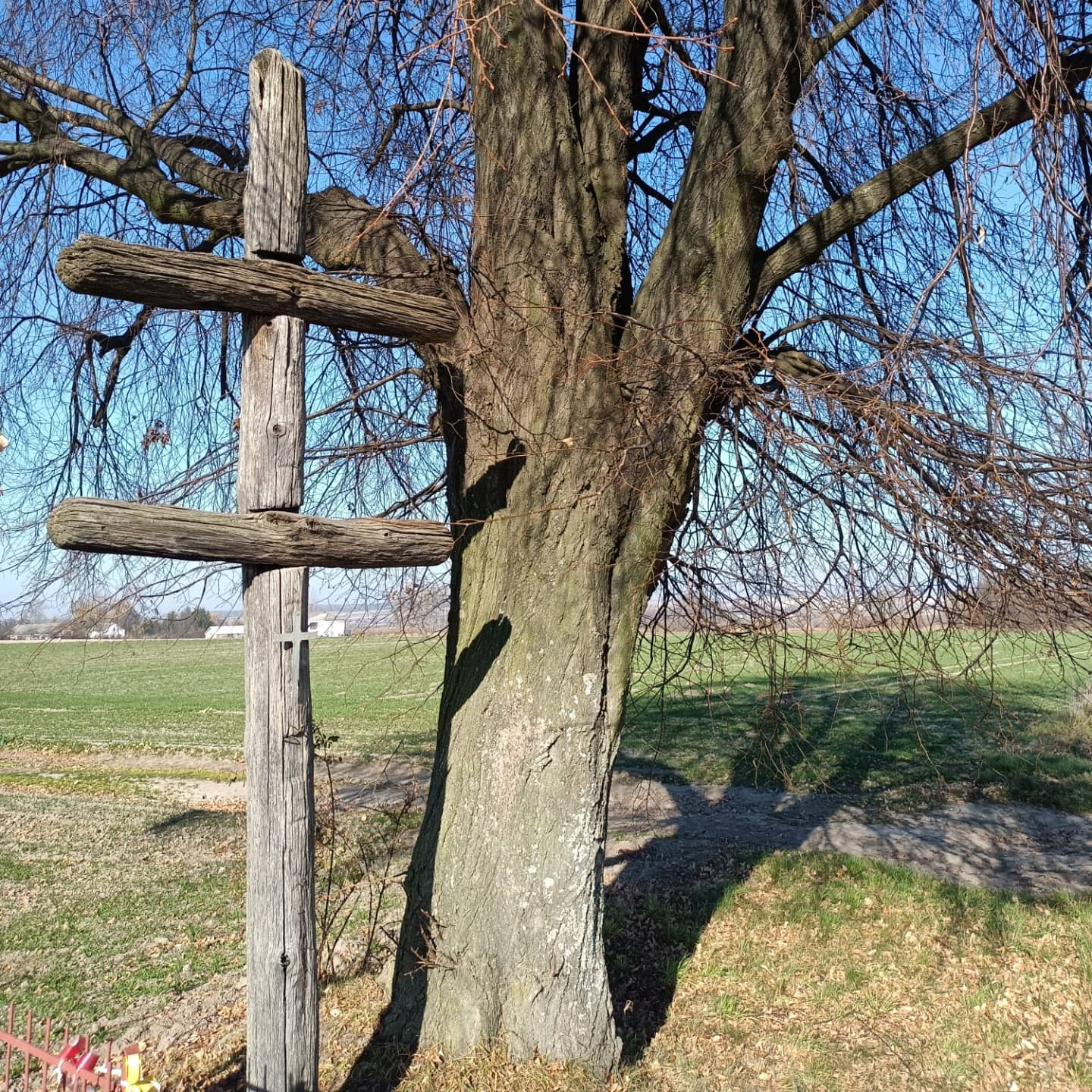
Karawaka w Aurelinie (pow. hrubieszowski)
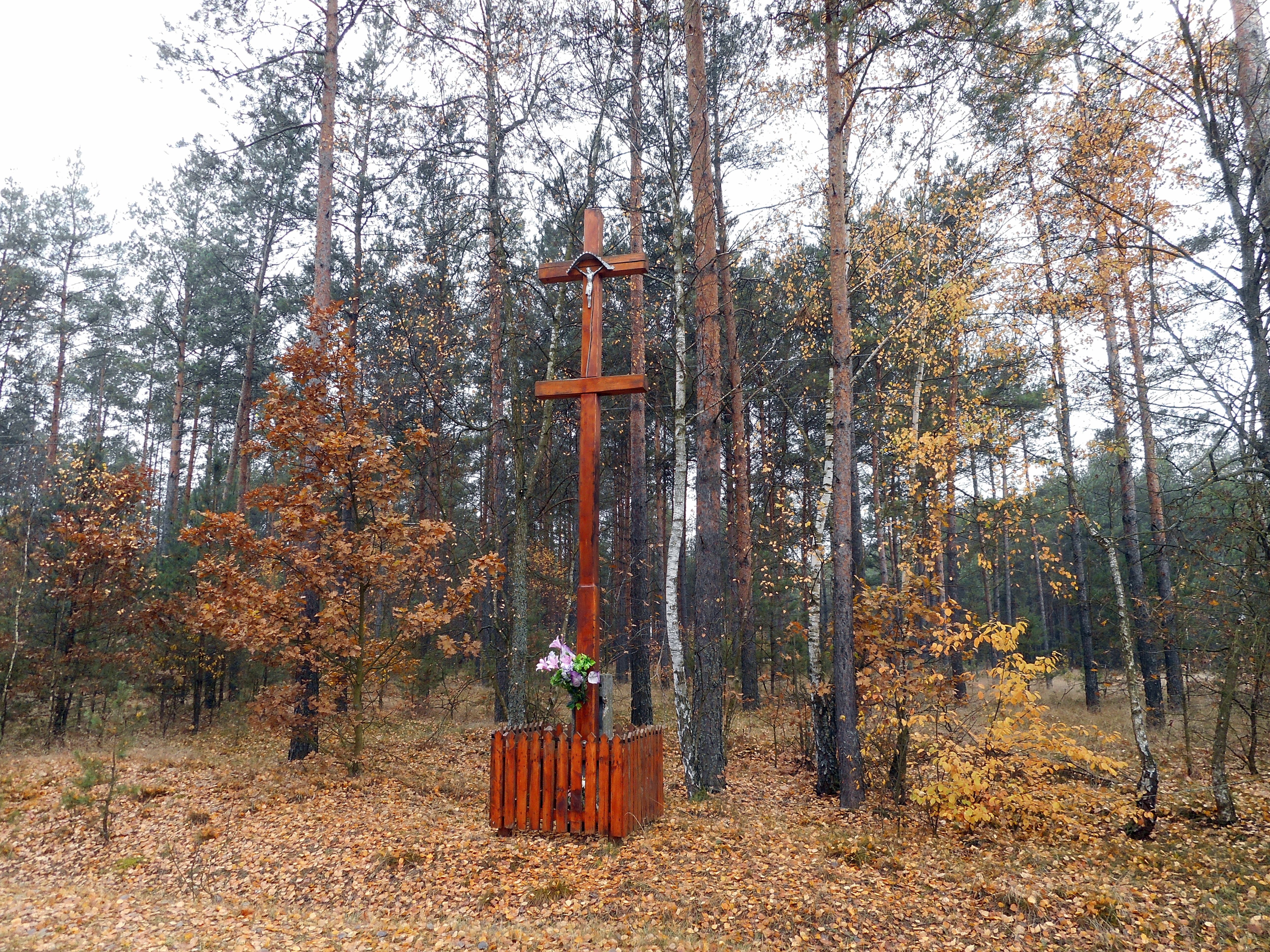
Karawaka w Małowidzu (pow. przasnyski)
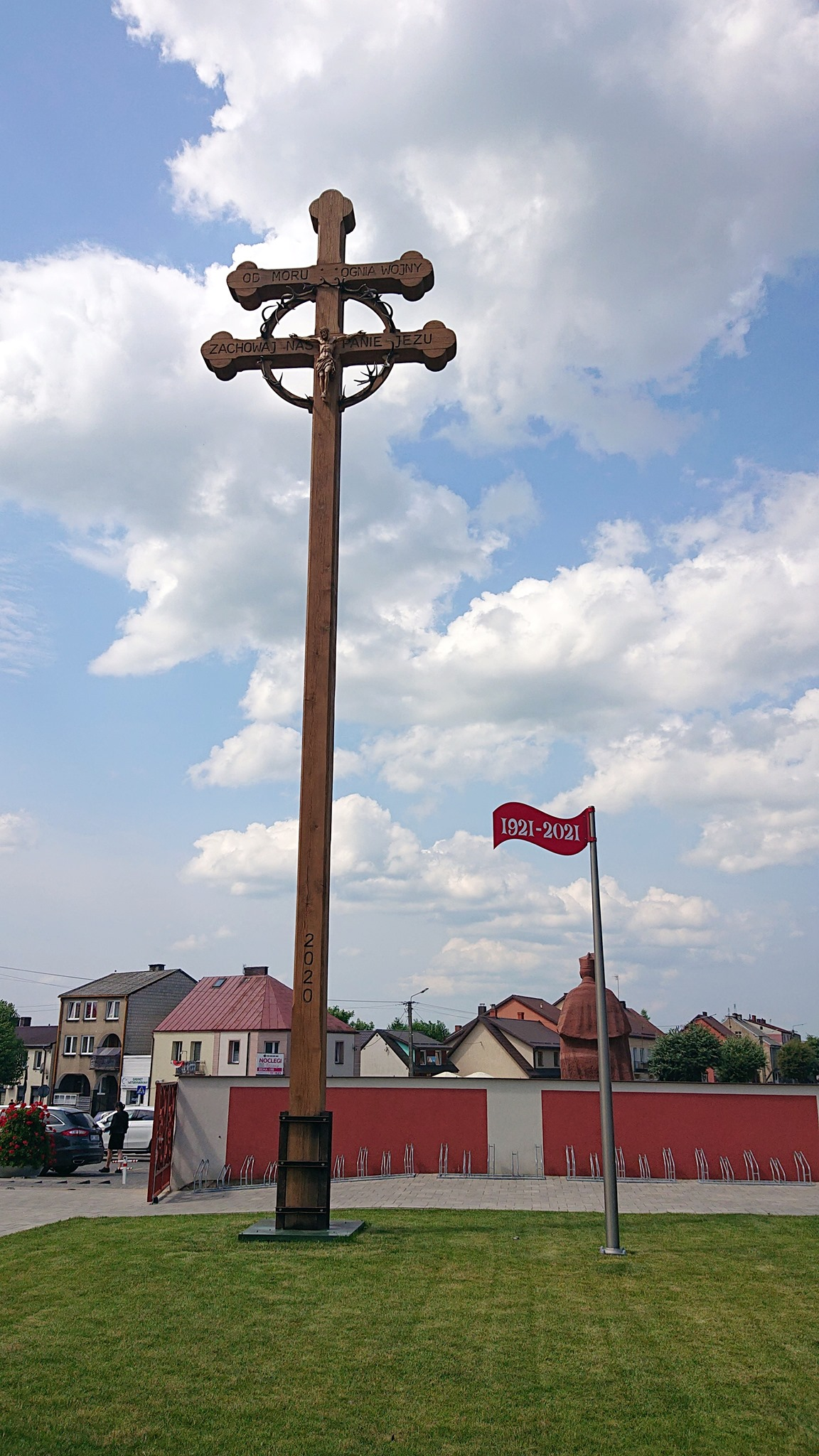
Karawaka w Myszyńcu (pow. ostrołęcki)
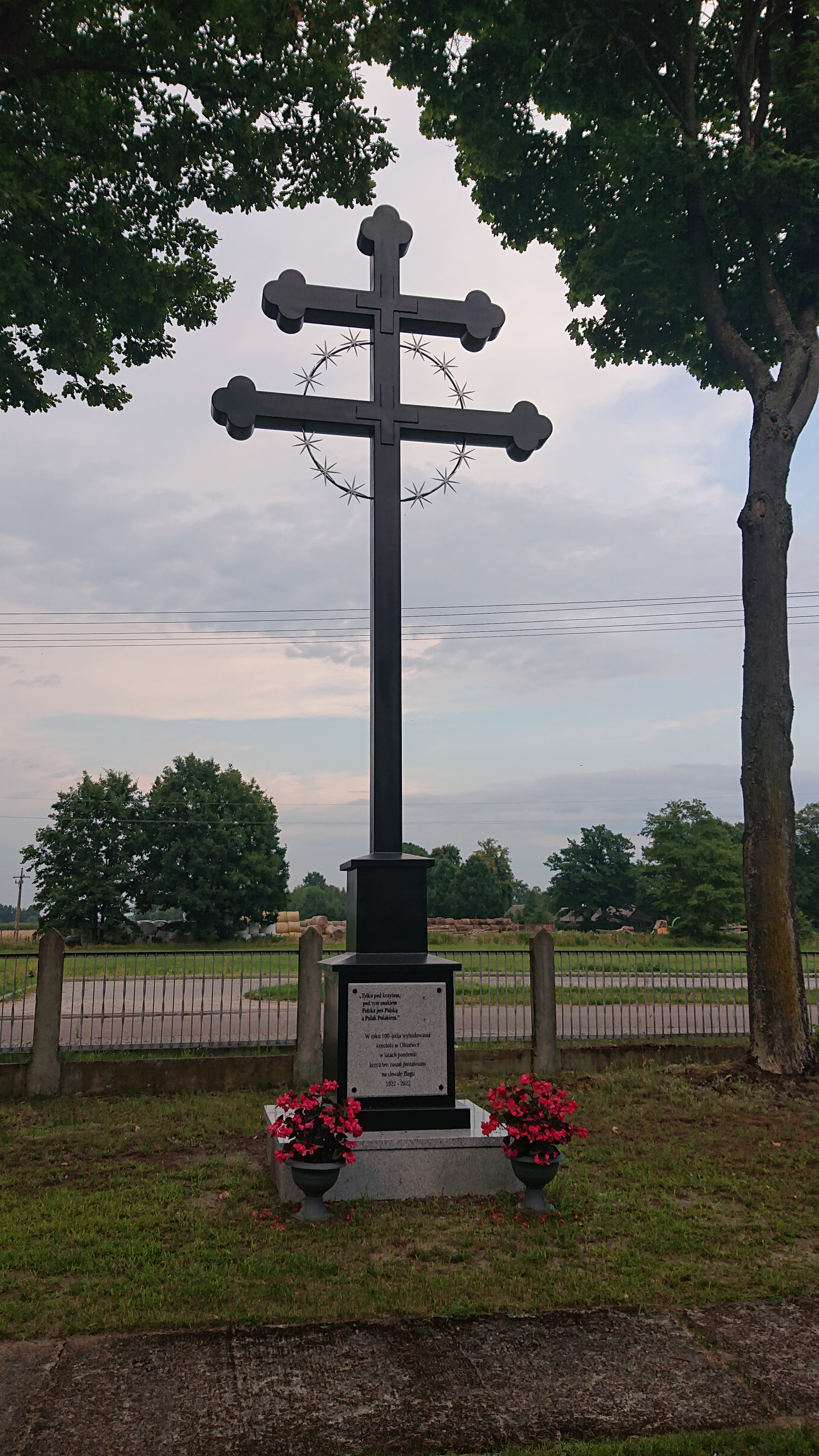
Karawaka w Olszewce (pow. przasnyski)